# Onthophagus nasicus
Onthophagus nasicus är en skalbaggsart som beskrevs av Gillet 1930. Onthophagus nasicus ingår i släktet Onthophagus och familjen bladhorningar. Inga underarter finns listade i Catalogue of Life.